# Würm (Gäu)
De Würm is een rivier in de Duitse deelstaat Baden-Württemberg. Zij mondt uit in de Nagold. De Würm ontspringt in Schönbuch en stroomt door de Gäu in noordwestelijke richting, om nabij Pforzheim in het Zwarte Woud uit te monden in de Nagold. De rivier is ongeveer vijftig kilometer lang. Het hoogteverschil tussen de bron en de monding bedraagt 240 m.
De Würm stroomt door Altdorf, Hildrizhausen, Mauren, Ehningen, Aidlingen, Dätzingen, Schafhausen, Weil der Stadt, Merklingen, Hausen an der Würm, Mühlhausen, Würm en Pforzheim.